# Propriedade privada
A propriedade privada refere-se ao direito legal e moral de um indivíduo possuir, controlar e usar bens, recursos ou ativos exclusivamente para seu próprio benefício. Esse conceito é fundamental em sistemas econômicos baseados no capitalismo e em sociedades que valorizam os direitos individuais. Em uma sociedade que reconhece a propriedade privada, os indivíduos têm o direito de possuir bens tangíveis, como terra, casas, veículos, e intangíveis, como patentes e direitos autorais. A propriedade privada implica que o proprietário tem o direito de usar, vender, alugar ou transferir seus bens de acordo com as leis aplicáveis. Em sentido negativo, a propriedade privada pode ser definida como uma uma designação legal para a a titulação de propriedade por pessoas jurídicas não governamentais, ou seja, por entes privados (pessoas físicas e pessoas jurídicas de direito privado.

## Definições
Como um conceito legal, a propriedade privada é definida e aplicada pelo sistema político de um país.
A propriedade privada é distinguível da propriedade pública, que é propriedade de uma entidade estatal, e da propriedade coletiva ou cooperativa, que é propriedade de um grupo de entidades não governamentais. Na propriedade privada, os bens e recursos são de propriedade de indivíduos ou entidades privadas. Isso significa que um proprietário tem direitos exclusivos sobre o uso, controle, disposição e usufruto do bem. A propriedade privada é fundamental em sistemas econômicos capitalistas, onde a iniciativa individual e a busca do lucro desempenham papéis essenciais. Defensores da propriedade privada argumentam que ela fornece incentivos para a eficiência, inovação e desenvolvimento econômico. A capacidade de os indivíduos possuírem e controlarem recursos motiva-os a utilizá-los de maneira produtiva para atender às suas necessidades e desejos.
A propriedade pública refere-se a bens e recursos que pertencem a uma entidade estatal, como o governo. Esses bens são destinados ao benefício público e são geridos e regulamentados pelo governo em nome da sociedade. Exemplos incluem parques públicos, estradas, escolas e instalações governamentais. A propriedade pública muitas vezes é justificada com base na ideia de que certos recursos devem ser administrados centralmente para garantir o bem-estar geral da sociedade. Isso inclui a prestação de serviços públicos e o desenvolvimento de infraestrutura essencial.
Na propriedade coletiva ou cooperativa, os bens e recursos são de propriedade e geridos por um grupo de entidades não governamentais, como membros de uma cooperativa ou uma comunidade. As decisões sobre o uso e a distribuição desses recursos são tomadas de maneira democrática pelos membros do grupo. A propriedade cooperativa segue os princípios da cooperação, envolvendo participação igualitária, controle democrático e benefícios compartilhados entre os membros. Este modelo é frequentemente associado a valores de equidade, solidariedade e autonomia.
Em algumas situações, práticas de propriedade podem se tornar híbridas, combinando elementos de propriedade privada, pública e cooperativa. Por exemplo, parcerias público-privadas buscam envolver ambos os setores na gestão de certos projetos ou recursos.  A discussão contemporânea sobre propriedade também está relacionada à sustentabilidade, com um crescente interesse em abordagens que considerem os impactos ambientais e sociais a longo prazo.
É importante observar que o conceito de propriedade privada pode variar em detalhes em diferentes sistemas legais e culturais. Em muitos países, o direito de propriedade é protegido por leis e regulamentos que estabelecem os limites e as condições para seu exercício. Além disso, a noção de propriedade privada muitas vezes coexiste com certas restrições e responsabilidades, como impostos sobre propriedades e regulamentações ambientais.
O que distingue o sistema de propriedade ocidental dos sistemas da maioria, se não de todas, outras sociedades é que a sua categoria de propriedade privada é uma categoria padrão. Os sistemas jurídicos ocidentais consideram a propriedade individual como a norma, cujas derrogações devem ser explicadas. O conceito jurídico de propriedade no Ocidente é caracterizado por uma tendência a aglomerar numa única pessoa colectiva, de preferência aquela que actualmente detém a posse da coisa em questão, o direito exclusivo de possuir, o privilégio de usar e o poder de transmitir a propriedade. Outro aspecto importante relacionado ao termo é o direito de propriedade e se refere ao conjunto de normas legais e princípios que reconhecem e protegem o direito de uma pessoa possuir, usar, controlar e dispor de bens ou recursos. Esse direito está frequentemente consagrado em leis e constituições de diferentes países, sendo fundamental em sistemas legais que valorizam a liberdade individual e a propriedade privada.

### Posse e propriedade
Também é importante diferenciar os termos: posse e propriedade. A propriedade é o direito legal e completo sobre um bem. O proprietário tem não apenas a posse, mas também os direitos legais de uso, gozo e disposição do bem. A posse refere-se ao fato de ter um bem físico ou imóvel sob controle, uso ou guarda, mesmo que o indivíduo não seja o proprietário legal. Pode haver situações em que uma pessoa tem a posse de um bem, mas não é sua proprietária.  A posse pode ser adquirida de forma legal ou ilegal. Uma pessoa pode obter a posse de um bem por meio do uso, ocupação ou acordo, independentemente de ser o proprietário.  A propriedade é baseada em direitos legais reconhecidos e protegidos pelo sistema jurídico. A transferência legal de propriedade geralmente envolve um processo formal. A posse pode ser transferida mais facilmente de uma pessoa para outra. Contratos de locação, empréstimos temporários, entre outros, podem resultar na transferência de posse. A transferência de propriedade geralmente envolve procedimentos mais formais, como escrituras, contratos de venda, ou outros instrumentos legais específicos.
A propriedade, tradicionalmente, é dividida em três elementos distintos conhecidos como uso, gozo e disposição. Esses elementos representam os direitos fundamentais que um proprietário possui sobre um bem. O Direito de Uso refere-se ao direito de usar o bem de maneira compatível com sua natureza e destino. O proprietário tem o direito de utilizar o bem de acordo com suas características e finalidades normais. Por exemplo, se possuo apartamento, posso usá-lo morando nele.  O Direito de Fruição (gozo) diz respeito aos frutos ou produtos que podem ser derivados do bem. Isso inclui o direito de colher os frutos naturais (como colheitas) e os frutos civis (como aluguéis ou juros). Por exemplo, se sou dono de um apartamento, posso frui-lo alugando-o a terceiro e receber o aluguel.  Por fim, tem-se o Direito de Disposição, ou seja, o direito de dispor do bem de maneira definitiva, seja por venda, doação, transferência ou qualquer outra forma de alienação. O proprietário tem o poder de decidir o destino final do bem. Refere-se a capacidade de possuir o bem em seu nome e de transferi-lo a outrem. Tendo o poder de disposição, posso vendê-lo a terceiro.

## História
As ideias e a discussão sobre a propriedade privada datam de pelo menos Platão. Antes do século XVIII, os falantes de inglês geralmente usavam a palavra "propriedade" em referência à propriedade da terra. Na Inglaterra, "propriedade" passou a ter uma definição legal no século XVII. A propriedade privada definida como propriedade de entidades comerciais foi inventada pelos negociantes e investidores com o surgimento das grandes empresas comerciais europeias do século XVII. A questão do cerco de terras agrícolas na Inglaterra, especialmente conforme debatido nos séculos XVII e XVIII, acompanhou os esforços na filosofia e no pensamento político - por Thomas Hobbes (1588-1679), James Harrington (1611-1677) e John Locke (1632 –1704), por exemplo - para abordar o fenômeno da posse de propriedade.
Ao argumentar contra os defensores da monarquia absoluta, John Locke conceituou a propriedade como um "direito natural" que Deus não concedeu exclusivamente à monarquia; a teoria da propriedade do trabalho. Este afirmava que a propriedade é um resultado natural do trabalho que aprimora a natureza; e assim, em virtude das despesas de trabalho, o trabalhador passa a ter direito a sua produção.
Influenciado pela ascensão do mercantilismo, Locke argumentou que a propriedade privada era anterior e, portanto, independente do governo. Locke distinguiu entre "propriedade comum", com o que se referia a terra comum, e propriedade em bens de consumo e bens de produção. Seu principal argumento para a propriedade da terra era que isso levava a uma melhor gestão e cultivo da terra em vez de terras comuns. No século XVIII, durante a Revolução Industrial, o filósofo moral e economista Adam Smith (1723–1790), em contraste com Locke, fez uma distinção entre o "direito à propriedade" como um direito adquirido e os direitos naturais. Smith confinou os direitos naturais à "liberdade e vida". Smith também chamou a atenção para a relação entre empregado e empregador e identificou que a propriedade e o governo civil eram dependentes um do outro, reconhecendo que “o estado da propriedade deve sempre variar conforme a forma de governo”. Smith argumentou ainda que o governo civil não poderia existir sem propriedade, já que a principal função do governo era definir e salvaguardar a propriedade.
No século XIX o economista e filósofo Karl Marx (1818-1883) forneceu uma análise influente do desenvolvimento e da história das formações de propriedade e sua relação com as forças produtivas técnicas de um determinado período. O conceito de propriedade privada de Marx provou ser influente para muitas teorias econômicas subsequentes e para movimentos políticos comunistas, socialistas e anarquistas, e levou à associação generalizada da propriedade privada - particularmente da propriedade privada dos meios de produção - com o capitalismo.
Propriedade privada é um conceito legal definido e aplicado pelo sistema político de um país. A área do direito que trata do assunto chama-se direito de propriedade. A aplicação da lei de propriedade relativa à propriedade privada é uma questão de despesa pública.  Defesa de propriedade é um método comum de justificação usado por réus que argumentam que não devem ser responsabilizados por qualquer perda e dano que tenham causado porque estavam agindo para proteger sua propriedade. Os tribunais geralmente decidem que o uso da força seja razoável.  Em muitos sistemas políticos, o governo exige que os proprietários paguem pelos tributos sobre a propriedade. Um imposto sobre a propriedade é um imposto ad valorem sobre o valor de uma propriedade, geralmente cobrado sobre imóveis. O imposto é cobrado pela autoridade governamental da jurisdição em que o imóvel está localizado. Pode haver cobranças de tributos tanto sobre a propriedade, como por suas transferências e por fatos jurídicos previstos em lei.
O contexto social e político em que a propriedade privada é administrada determinará até que ponto um proprietário poderá exercer direitos sobre a mesma. Os direitos à propriedade privada muitas vezes apresentam limitações. Por exemplo, o governo local pode impor regras sobre que tipo de edifício pode ser construído em terrenos privados (código de construção) ou se um edifício histórico pode ser demolido ou não. O roubo é comum em muitas sociedades, e até que ponto a administração central perseguirá os crimes contra a propriedade varia enormemente. Algumas formas de propriedade privada são identificáveis exclusivamente e podem ser descritas em um título ou em um certificado de propriedade.
Os direitos de uma propriedade podem ser transferidos de um "proprietário" para outro. Um imposto de transferência é um imposto sobre a transferência de título de propriedade de uma pessoa (ou entidade) para outra. Um proprietário pode solicitar que, após a morte, a propriedade privada seja transferida para membros da família, através de herança. Em certos casos, a propriedade pode ser perdida para o interesse público. Os bens imóveis privados podem ser confiscados ou usados para fins públicos, por exemplo, para construir uma estrada.

## Teoria
O quadro jurídico de um país ou sociedade define algumas das implicações práticas da propriedade privada. Não há expectativas de que estas regras definam um modelo racional e consistente de economia ou sistema social. Embora a economia neoclássica contemporânea - atualmente a escola dominante de economia - rejeite alguns dos pressupostos dos primeiros filósofos que sustentam a economia clássica, tem sido argumentado que a economia neoclássica continua a ser influenciada pelo legado da teoria moral natural e pelo conceito de direitos naturais, o que levou à apresentação das trocas no mercado privado e dos direitos de propriedade privada como “direitos naturais” inerentes à natureza.
Os liberais económicos (definidos como aqueles que apoiam uma economia de mercado impulsionada pelo sector privado) consideram a propriedade privada essencial para a construção de uma sociedade próspera. Eles acreditam que a propriedade privada da terra garante que a terra será utilizada de forma produtiva e que o seu valor será protegido pelo proprietário da terra. Se os proprietários tiverem de pagar impostos sobre a propriedade, isso obriga-os a manter uma produção produtiva da terra para manter os impostos em dia. A propriedade privada também atribui um valor monetário à terra, que pode ser usada para comércio ou como garantia. A propriedade privada é, portanto, uma parte importante da capitalização na economia.
Os economistas socialistas criticam a propriedade privada, uma vez que o socialismo visa substituir a propriedade privada nos meios de produção pela propriedade social ou propriedade pública. Os socialistas geralmente argumentam que as relações de propriedade privada limitam o potencial das forças produtivas na economia quando a actividade produtiva se torna uma actividade colectiva, onde o papel do capitalista se torna redundante (como proprietário passivo). Os socialistas geralmente favorecem a propriedade social quer para eliminar as distinções de classe entre proprietários e trabalhadores, quer como componente do desenvolvimento de um sistema económico pós-capitalista.
Em resposta à crítica socialista, o economista da Escola Austríaca Ludwig Von Mises argumentou que os direitos de propriedade privada são um requisito para o que ele chamou de cálculo económico "racional" e que os preços dos bens e serviços não podem ser determinados com precisão suficiente para fazer um cálculo económico eficiente sem tendo direitos de propriedade privada claramente definidos. Mises argumentou que um sistema socialista, que por definição não teria propriedade privada nos factores de produção, seria incapaz de determinar avaliações de preços apropriadas para os factores de produção. De acordo com Mises, este problema tornaria impossível o cálculo socialista racional.
No capitalismo, a propriedade pode ser vista como um “pacote de direitos” sobre um activo que confere ao seu titular uma forte forma de autoridade sobre ele. Tal pacote é composto por um conjunto de direitos que permite ao proprietário do bem controlá-lo e decidir sobre seu uso, reivindicar o valor por ele gerado, excluir terceiros de utilizá-lo e o direito de transferir a propriedade (conjunto de direitos sobre o ativo) dele para outro titular.
Na economia marxista e na política socialista, há distinção entre “propriedade privada” e “propriedade pessoal”. O primeiro é definido como os meios de produção em referência à propriedade privada sobre uma empresa económica baseada na produção socializada e no trabalho assalariado, enquanto o último é definido como bens de consumo ou bens produzidos por um indivíduo.  Antes do século XVIII, a propriedade privada geralmente se referia à propriedade da terra.
A propriedade privada é um conceito fundamental em sistemas econômicos e sociais, e sua importância, especialmente do ponto de vista contábil, pode ser analisada de diversas maneiras.  A propriedade privada incentiva a alocação eficiente de recursos. Quando os indivíduos têm direitos de propriedade sobre bens e ativos, eles têm um incentivo direto para utilizá-los de maneira eficiente, maximizando seu valor. Isso contribui para a eficiência econômica geral. Os proprietários privados têm responsabilidade direta pelos ativos que possuem. Isso cria um incentivo para a gestão eficiente e a melhoria contínua. Se um ativo não está sendo usado de maneira eficaz, o proprietário pode ajustar seu uso ou investir em melhorias para aumentar seu valor.
No contexto contábil, a propriedade privada fornece uma base sólida para a mensuração e registro de ativos. Os ativos privados têm valores claros, uma vez que são propriedade de entidades específicas. Isso facilita a contabilização e a avaliação de ativos, o que é crucial para relatórios financeiros precisos.  A capacidade de transferir propriedade é um componente essencial dos mercados. A propriedade privada permite a compra, venda e troca de ativos, promovendo a liquidez nos mercados. Isso facilita a formação de preços e a determinação de valores justos de mercado para ativos, contribuindo para a estabilidade e eficiência econômica.
A propriedade privada fornece um incentivo claro para o investimento e a inovação. Os proprietários têm a expectativa de colher os benefícios de seus investimentos, o que impulsiona a busca por melhorias, inovações e eficiências nos processos de produção.  A propriedade privada está frequentemente ligada a um sistema legal que protege os direitos de propriedade. Isso oferece segurança jurídica aos proprietários, permitindo-lhes usar, vender ou transferir seus ativos de maneira confiável. A segurança jurídica é crucial para a confiança nos mercados e para o funcionamento adequado das transações comerciais.

## Críticas
A propriedade privada dos meios de produção é o elemento central do capitalismo criticado pelos socialistas. Na literatura marxista, a propriedade privada refere-se a uma relação social na qual o proprietário toma posse de qualquer coisa que outra pessoa ou grupo produz com essa propriedade e o capitalismo depende da propriedade privada. A crítica socialista da propriedade privada é fortemente influenciada pela análise marxista das formas de propriedade capitalista como parte da sua crítica mais ampla da alienação e da exploração no capitalismo. Embora haja um desacordo considerável entre os socialistas sobre a validade de certos aspectos da análise marxista, a maioria dos socialistas simpatiza com as opiniões de Marx sobre a exploração e a alienação.
Os socialistas criticam a apropriação privada dos rendimentos de propriedade alegando que, como esses rendimentos não correspondem ao retorno de qualquer actividade produtiva e são gerados pela classe trabalhadora, representam exploração. A classe proprietária (capitalista) vive de rendimentos de propriedade passivos produzidos pela população trabalhadora em virtude do seu direito à propriedade sob a forma de ações ou de capital privado. Este arranjo explorador é perpetuado devido à estrutura da sociedade capitalista. O capitalismo é considerado um sistema de classes semelhante aos sistemas de classes históricos como a escravatura e o feudalismo.
A propriedade privada também foi criticada por motivos éticos não-marxistas pelos defensores do socialismo de mercado. De acordo com o economista James Yunker, a defesa ética do socialismo de mercado é que, porque o rendimento passivo da propriedade não requer nenhum esforço mental ou físico por parte do beneficiário e a sua apropriação por um pequeno grupo de proprietários privados é a fonte das vastas desigualdades na economia contemporânea. capitalismo, a propriedade social numa economia de mercado resolveria a principal causa da desigualdade social e os males sociais que a acompanham.
Weyl e Posner argumentam que a propriedade privada é outro nome para monopólio e pode prejudicar a eficiência alocativa. Através do recurso à tributação e aos leilões de Vickrey modificados, argumentam que a propriedade parcial de propriedade comum é uma forma mais eficiente e justa de organizar a economia.
As justificações para os direitos de propriedade privada também foram criticadas como ferramentas do império que permitem a apropriação de terras. De acordo com a comentadora académica Brenna Bhandar, a linguagem implementada na legislação de propriedade determina que os povos colonizados são incapazes de possuir e utilizar eficazmente as suas próprias terras. Sugere-se que os direitos pessoais são intercambiáveis com os direitos de propriedade e que, portanto, as comunidades que utilizam métodos comunais de propriedade da terra não são igualmente validadas pelos ideais de propriedade privada.
A teórica racial crítica Cheryl Harris também argumenta que os direitos raciais e de propriedade foram confundidos ao longo do tempo, com apenas as qualidades exclusivas do assentamento branco reconhecidas legalmente. O uso indígena da terra, com foco na propriedade comum, distingue-se da propriedade privada e da compreensão ocidental da lei fundiária.

## Perspectivas nacionais

### Portugal
Segundo o art. 1305.°C.C., "O proprietário goza de modo pleno e exclusivo dos direitos de uso, fruição e disposição das coisas que lhe pertencem, dentro dos limites da lei e com a observância das restrições por ela impostas". Este direito real máximo, que é a propriedade não pode ser usado, fruído e disposto pelo seu titular de um modo pleno, pois tais poderes estão limitados nas suas funções pela figura de carácter genérico que é o abuso de direito e que o proprietário tem que exercer os seus poderes de harmonia com "os limites impostos pela boa fé, pelos bons costumes ou pelo fim social ou económico" do seu direito. Para além do titular do direito estar limitado por restrições como o direito público e as de interesse particular, a grande limitação está na expropriação por utilidade privada e na expropriação por utilidade pública. Esta última, visa o interesse da comunidade e tem como expropriante o Estado ou uma autarquia.
Face ao actual Código, o proprietário detém os poderes correspondentes ao seu direito de um modo pleno e exclusivo, gozando de plenos poderes, mas apenas com os limites da lei. Assim, o direito de propriedade não é garantido em termos absolutos, mas sim dentro dos limites e nos termos previstos e definidos noutros lugares da Constituição.
Portugal, como país onde vigora o sistema económico capitalista, assenta toda a sua estrutura sobre a propriedade privada. No entanto, multiplicaram-se as restrições de direito público ao direito de propriedade privada. Actualmente o direito de propriedade encontra-se inserido nos direitos económicos, tendo perdido a sua primazia de direito fundamental segundo a concepção constitucional literal-burguesa. As limitações de direito público, principalmente as relacionadas com a qualidade de vida, vigoram, sendo a expropriação por utilidade pública a que tem um especial relevo nesta matéria.
O n.º 1 do artigo 62.º da Constituição dispões que "a todos é garantido o direito à propriedade privada e à sua transmissão em vida ou por morte, nos termos da Constituição...". Estatui, ainda, o mesmo artigo no seu o n.º 2 que a “...requisição e a expropriação por utilidade pública só podem ser efectuadas com base na lei e mediante o pagamento de justa indemnização." Cabe portanto reflectir sobre as vantagens e desvantagens que a expropriação por utilidade pública traz para os expropriados. O cidadão vê a expropriação por utilidade pública com bastante reservas. O direito à propriedade privada consagrado constitucionalmente é um direito fundamental, no entanto, não é absoluto e é susceptível de compressão sempre que exista a necessidade de recurso à expropriação por utilidade pública, ou seja, ao indivíduo impõe-se sacrifícios em proveito da sociedade.

### Brasil
No Brasil está prevista na Constituição Federal estabelece uma série de direitos e garantias fundamentais, e entre eles está o direito à propriedade, bem como a definição de sua função social. Esses conceitos estão explicitados no artigo 5º, nos incisos XXII e XXIII.
O inciso XXII do artigo 5º assegura o direito à propriedade privada, um princípio fundamental em um estado de direito, reconhecendo a importância da propriedade individual e sua proteção contra intervenções arbitrárias, seja por parte de outros indivíduos ou do Estado. Esse direito à propriedade é um dos pilares da ordem econômica e social, permitindo que os indivíduos possuam e controlem bens dentro dos marcos legais estabelecidos.
Por outro lado, o inciso XXIII introduz a noção de que a propriedade deve cumprir uma função social. Isso significa que o uso da propriedade não deve ser considerado apenas no âmbito individual, mas também no contexto mais amplo da sociedade. A função social da propriedade está relacionada ao uso produtivo do bem, à geração de empregos, ao respeito ao meio ambiente e à contribuição para o desenvolvimento social e econômico. Em outras palavras, embora a propriedade seja protegida, ela não deve ser usada de maneira que prejudique a sociedade ou contrarie o interesse público.
Esses princípios refletem um equilíbrio entre os direitos individuais e as necessidades coletivas, buscando assegurar que a propriedade privada contribua para o bem-estar geral da comunidade, além de garantir a segurança jurídica para os proprietários. Essa dualidade destaca a visão de que os direitos individuais, incluindo o direito à propriedade, estão conectados com responsabilidades sociais, alinhando os interesses privados com os públicos.